# اختر یگری
اختر یگری (نام علمی: Canna jaegeriana) نام یک گونه از سرده اختر است.